# Tatherrschaft
Tatherrschaft ist ein Begriff aus der strafrechtlichen Tatherrschaftslehre, die zur Abgrenzung von Täterschaft und Teilnahme herangezogen wird. Es geht also um die Frage, wer die Zentralfigur des konkreten Handlungsgeschehens und somit Täter  gemäß § 25 StGB ist (und nicht etwa nur Anstifter oder Gehilfe).
Probleme entstehen bei der Abgrenzung vor allem zwischen der mittelbaren Täterschaft und Anstiftung und Mittäterschaft und Beihilfe. Je nachdem, welche der Beteiligungsformen gewählt wird, schwankt die Strafbarkeit der Beteiligten.
Der BGH vertrat hierzu früher die sog. animus-Theorie. Danach ist Täter, wer Täterwille habe (sog. animus auctoris), Teilnehmer, wer einen Teilnehmerwillen habe (sog. animus socii).
Im Gegensatz zu der animus-Theorie, erfolgt die Abgrenzung nach der Tatherrschaftslehre nicht vorwiegend nach subjektiven Merkmalen des Täters, sondern vorwiegend nach seinen objektiven Merkmalen. Die Tatherrschaft ist damit das vom Vorsatz erfasste „In-den-Händen-Halten“ des tatbestandlichen Geschehens bzw. die vom Willen getragene beherrschende Steuerung des Tatablaufs.  Diese liegt bei demjenigen vor, der die Tat nach seinem Willen hemmen oder ablaufen lassen kann.
Folgende Formen der Tatherrschaft werden unterschieden:
1. Die Tatherrschaft des unmittelbaren Täters (Handlungsherrschaft) = unmittelbare Täterschaft
= Tatherrschaft besitzt, wer objektiv das „Ob“ und „Wie“ der Tatbestandsverwirklichung beherrscht und einen entsprechenden Willen besitzt, somit das Tatgeschehen in seinen Händen hält.
  - Bsp.: A entwendet das Fahrrad des O
2. Die Tatherrschaft des Hintermannes über den Vordermann durch ein überragendes Wissen (Wissensherrschaft) = mittelbare Täterschaft
= Der Hintermann nutzt bewusst einen beim Tatmittler vorliegenden „Defekt“ aus – also etwa, dass dieser nicht vorsätzlich bezüglich der Tatbestandsverwirklichung handelt (im unteren Beispiel also hinsichtlich einer Körperverletzung des O).
  - Bsp.: A sagt B: „Hier ein ungeladenes Gewehr. Schieß auf O und jage ihm einen richtigen Schreck ein.“ In Wirklichkeit ist die Waffe geladen, was dem B jedoch nicht bekannt ist. Er vertraut A und verletzt O durch den Schuss. Der A hatte eine Tatherrschaft über B, damit scheidet die Teilnahmefunktion des A aus – er ist mittelbarer Täter.
3. Die Tatherrschaft des Hintermannes über den Vordermann durch ein überragendes Wollen (Willensherrschaft) = mittelbare Täterschaft
= Der Vordermann befindet sich in einer besonderen Abhängigkeit vom Hintermann. Diese kann zum Beispiel bei einem Schuldunfähigen oder Genötigten der Fall sein.
  - Bsp.: Der geistige Mentor A sagt seinem psychisch labilen und von A völlig abhängigen Schüler B, er solle O töten. B tut dies ohne Widerrede. Der A hatte hier kraft Ausnutzung der Schuldunfähigkeit die Willensherrschaft über B und war daher mittelbarer Täter.
4. Die Tatherrschaft durch eine Organisationshierarchie (Organisationsherrschaft) = mittelbare Täterschaft
= Der Vordermann befindet sich in Abhängigkeit von einer stark organisierten Hierarchie (Mafia, Militär usw.) und muss sich dieser "beugen".
  - Bsp.: Der A ist „Mafiaboss“, der dem ihm hörigen B befiehlt, T zu töten. B tut dies aus Angst um sein Leben und seine Stellung in der Hierarchie. A ist als mittelbarer Täter zu bestrafen.
5. Die Tatherrschaft der arbeitsteiligen Mittäter (funktionelle Tatherrschaft) = Mittäterschaft
= Die Täter begehen die Tat aufgrund eines gemeinsamen Tatplanes (der auch situativ – also spontan – gefasst werden kann) gemeinsam und tragen dabei arbeitsteilig jeweils mit eigenen Handlungen zur Tatbestandsverwirklichung bei, ohne die der Taterfolg auf diese Weise nicht möglich gewesen wäre.
  - Bsp.: A hält den T fest, damit B diesen erschlagen kann. Wenn A den T nicht festhielte, könnte T fliehen und B den Tatbestand des Totschlags nicht verwirklichen. A und B sind als Mittäter zu bestrafen.